# SMAD-Befehl Nr. 209
Der Befehl Nr. 209 des Obersten Chefs der Sowjetischen Militäradministration in Deutschland, Marschall der Sowjetunion Wassili Danilowitsch Sokolowski, vom 9. September 1947 galt der Schaffung von Neubauernhöfen in der Sowjetischen Besatzungszone (SBZ). Zu diesem Zweck ordnete der Befehl die Gewinnung des erforderlichen Baumaterials aus den „Baulichkeiten ehemaliger Gutsbesitzerhöfe“ an. In der Praxis bedeutete die Ausführung des Befehls die Zerstörung und Beseitigung zahlreicher Herrenhäuser und Gutshöfe, deren Besitzer durch die Bodenreform in der SBZ ab 1945 enteignet worden waren.

## Hintergrund
Dem Befehl der sowjetischen Besatzungsmacht waren umfangreiche Enteignungen sowie Verhaftung oder Vertreibung von Grundbesitzern infolge der Bodenreform vorausgegangen. Grundbesitzer mit mehr als 100 ha Fläche sowie Kriegsverbrecher und aktive NSDAP-Mitglieder verloren entschädigungslos ihr Eigentum. Den früheren Eigentümern wurde sämtliches sonstiges Eigentum, von Wohnhäusern und Geldvermögen bis hin zu Mobiliar und Kleidung, entzogen. Die Enteigneten wurden aus ihren Heimatkreisen ausgewiesen und häufig in Zwangslager (z. B. Coswig (Sachsen) und Radeberg in Sachsen, aber auch auf Rügen) verbracht. Der enteignete Grundbesitz wurde auf den jeweiligen lokalen Bodenfonds übertragen. Für die Neubauernwirtschaften sollten aus den Abrissmaterialien neue Wohn- und Wirtschaftsgebäude entstehen.
Der Befehl 209 wurde von der Sowjetischen Militäradministration in Deutschland erlassen, da sich nach den Enteignungen durch die Bodenreform und der Verteilung des enteigneten Landes an landarme und landlose Bauern sowie angesiedelte Vertriebene der Bau von Wohn- und Wirtschaftsgebäuden durch die Neubauern nicht den Vorstellungen der Besatzungsmacht entsprechend vollzogen hatte. Grund war größtenteils das fehlende Baumaterial.

## Inhalt des Befehls 209
Befehl Nr. 209 des Hauptchefs der SMA, des Oberbefehlshabers der Gruppe der Sowjet-Besatzungstruppen in Deutschland von 9. September 1947
Betrifft: Maßnahmen zum wirtschaftlichen Aufbau der neuen Bauernwirtschaften
Als Ergebnis der in der Sowjet-Besatzungszone Deutschlands durchgeführten Bodenreform ist der Großgrundbesitz der Gutsbesitzer – Junker, die von jeher eine Stütze der Reaktion und des Militarismus waren – liquidiert worden.
Anstelle des konfiszierten junkerlichen Gutsbesitzerlandes sind ungefähr 500.000 neue Wirtschaften errichtet worden.
Die Erfahrung eines fast zweijährigen Bestehens der neuen Wirtschaften hat gezeigt, dass sie fest auf die Beine kommen. Die landwirtschaftlichen Arbeiten 1946 und 1947 sind von den neuen Bauernwirtschaften rechtzeitig und gut erledigt worden. Die überwiegende Mehrheit der Neubauern erfüllt ehrlich ihre Pflicht gegenüber dem deutschen Volk in Bezug auf die vollständige Erfüllung der für sie festgelegten Ablieferungs-Normen landwirtschaftlicher Produkte.
Die Sowjet-Militäradministration und die deutschen Organe der Selbstverwaltung haben den neuen Wirtschaften eine beträchtliche Hilfe bei ihrem Wirtschaftsaufbau geleistet. Außer dem Vieh, das sie aufgrund der Bodenreform erhielten, wurden den neuen Wirtschaften zusätzlich 20.300 Pferde, 98.700 Stück Rindvieh und 98.200 Schweine, Schafe und Ziegen verkauft. Diesen Wirtschaften wurden auch erhebliche Samendarlehen zur Verfügung gestellt, es wurden ihnen Kredite für Bauzwecke, Anschaffung von Vieh und Inventar gewährt und Vergünstigungen betreffs der Ablieferung landwirtschaftlicher Produkte eingeräumt. Hiermit sind die Schwierigkeiten im Bau von Wohn- und Wirtschaftsgebäuden und der Versorgung der neuen Wirtschaften mit Arbeits- und Nutzvieh nicht überwunden.
Zwecks Beseitigung dieser Schwierigkeiten und der schnellsten Vollendung der wirtschaftlichen Einrichtung der Neubauern
befehle ich:
I. Den Ministerpräsidenten der Regierungen der Länder und dem Präsidenten der Deutschen Verwaltung für Land- und Forstwirtschaft:
1. Im Laufe der Jahre 1947–48 den Bau von nicht weniger als 37.000 Häusern in den Wirtschaften der Neubauern sicherzustellen, hiervon:
im Lande Brandenburg 10.000 Häuser
im Lande Sachsen-Anhalt 7.000 Häuser
im Lande Mecklenburg 12.000 Häuser
im Lande Sachsen 5.000 Häuser
im Lande Thüringen 3.000 Häuser
2. Bis zum 1. Januar 1948 den Neubauern in Natura den Hof und die Landparzelle für den Bau von Wohn- und Wirtschaftsgebäuden zuzuweisen. Die Größe der Parzelle für Gebäude und Hof ist von den Regierungen der Länder zu bestimmen, aber nicht größer als 0,75 Hektar.
3. Die Anträge auf das Recht zum Bauen, Zuweisung der Hofparzellen, Gewährung von Krediten sind in Monatsfrist zu bearbeiten und zu regeln. Personen, die sich einer Verschleppung schuldig machen, sind zur Verantwortung zu ziehen.
4. Die erforderlichen Maßnahmen zur Erweiterung der Erzeugung örtlicher Baumaterialien zu ergreifen und für den Bau von Häusern in den neuen Bauernwirtschaften Ziegelsteine, Dachziegel, Kalk, Gips, Schnittholz und andere Baumaterialien auszusondern.
5. Auf den Sägewerken sind neue zusätzliche Arbeitsschichten zu organisieren, jedoch ohne Beeinträchtigung des Hauptplanes. Die durch die zusätzlichen Arbeitsschichten erzeugten Sägewaren sind voll und ganz dem Baubedarf in neuen Bauernwirtschaften zuzuführen. In jedem Bezirk sind transportable Aggregate zum Holzsägen für die neuen Wirtschaften zu organisieren. Wenn die Bauern kein Bauholz haben, so ist ihnen zu Vorzugspreisen die erforderliche Holzmenge aus den Wäldern der Gemeinden und örtlichen Selbstverwaltungen zur Verfügung zu stellen.
6. Den Komitees der gegenseitigen Bauernhilfe und einzelnen Bauern zu erlauben, ungehindert die Baumaterialien der zerstörten Rüstungswerke und -bauten, der Baulichkeiten ehemaliger Gutsbesitzerhöfe und der Ruinen herrenloser Gebäude auszunutzen.
7. Den Bauern bei der Wahl der von ihnen gewünschten Gebäudetyps vollkommene Selbstständigkeit zu gewähren. Die falsche Praxis der obligatorischen Errichtung von Bauernwohnhäusern nach kostspieligen Standard-Typen aufzugeben.
8. Eine Hilfe für die Neubauern beim Transport von Baumaterialien für den ihrer Wirtschaften zu organisieren. Den Komitees der gegenseitigen Bauernhilfe zu empfehlen, für diesen Zweck die Traktoren der Maschinen-Leihpunkte während der Zeit, in der sie nicht mit Feldarbeiten beschäftigt sind, auszunutzen.
9. Die Bestände der bewirtschafteten Baumaterialien (Nägel, Dachpappe, Glas, Schnittholz und andere), die für die Landwirtschaft ausgesondert sind, sind hauptsächlich für den Baubedarf in den Wirtschaften der Neubauern zu verwenden.
II. Den Ministerpräsidenten der Regierungen der Länder Sachsen-Anhalt, Sachsen und Thüringen, den Verkauf von Vieh an die Länder Mecklenburg und Brandenburg in einer Menge lt. Anlage sicherzustellen. Der Ankauf des Viehs für die Länder Mecklenburg und Brandenburg ist am 1. Dezember zu beenden. Den Ministerpräsidenten der Regierungen der Länder Brandenburg und Mecklenburg, die rechtzeitige Zustellung des Viehs aus den Ländern Sachsen-Anhalt, Sachsen und Thüringen und dessen Verkauf ausschließlich an Neubauern sicherzustellen.
III. Den Ministerpräsidenten der Länder Sachsen-Anhalt, Sachsen und Thüringen, innerhalb der Länder den Verkauf von Arbeits- und Nutzvieh an die neuen Bauernwirtschaften so zu organisieren, dass in den nächsten 3 – 4 Monaten ein Zustand, bei dem die Neubauern keine Kühe haben, vollständig beseitigt werde.
IV. Den Chefs der Verwaltungen der SMA der Länder eine systematische Kontrolle der Organisation und des Verlaufs des Aufbaues für die Neubauern einzurichten. In jedem Vierteljahr sind mir durch die Verwaltung für Land- und Forstwirtschaft der SMAD Rechenschaftsberichte über den Gang des Aufbaus vorzulegen.
Hauptchef der Sowjet-Militär-Administration der Oberbefehlshaber der Truppen der Sowjet-Besatzungstruppen in Deutschland
Marschall der Sowjet-Union W. Sokolowsky
Stellvertreter des Stabschefs der Sowjet-Militär-Administration in Deutschland
General-Leutnant D. Samarsky

## Die Durchführung des Befehls 209 in Sachsen
Das Ministerium für Land- und Forstwirtschaft in der Landesregierung Sachsen reagierte am 4. Oktober 1947 mit der Rundverfügung Nr. 11/47. Darin wurde zum Punkt 6 des Befehls 209 festgelegt: „Der Abbruch von Gutsgebäuden zur Gewinnung von Material zur Erstellung von Höfen ist im verstärkten Maße in Anspruch zu nehmen.“ Da die die landwirtschaftlichen Gebäude des Ritterguts wie Ställe und Scheunen für die Landwirtschaft dringend benötigt wurden, konzentrierte man sich auf die Herrenhäuser und Schlösser der enteigneten Rittergutsbesitzer. Daher fasste die Landesbodenkommission Sachsen auf ihrer Sitzung vom 12. Dezember 1947 den Beschluss: „Die Kreisbodenkommissionen werden angewiesen, sofort mindestens 25 % der Herrenhäuser und Schlösser abzubrechen.“

## Zerstörte Adelssitze
Zunächst wurden die Rittergüter als „abzutragende Zeugnisse feudaler Unterdrückung“ durch die SMAD aufgelistet.
Trotz herrschender Wohnungsnot und zwischenzeitlicher Vergabe an Wohnungslose wurden zahlreiche Herrenhäuser gesprengt oder abgebrochen, um die Erinnerung an die früheren Eigentümer auszulöschen. Im Vorfeld des Abbruchs waren diese meist zur Plünderung freigegeben worden. Eine Parole der Abbrucharbeiten war „Die Zwingburgen müssen fallen“. Meist wurden Wirtschaftsgebäude oder andere Zubauten erhalten.
In Sachsen-Anhalt wurden die Landräte am 22. August 1947 aufgefordert, zusammen mit der Bodenreformkommission und dem VdgB die Gutshöfe aufzuteilen und die ungenutzten Gebäude und Herrenhäuser abzureißen. Im Winter 1947/48 begannen die ersten Abrisse in Sachsen-Anhalt.
Einsprüche von Denkmalpflegern und Ortshistorikern hatten wenig Erfolg. Um abrissbedrohte Gebäude zu retten, wurde jedoch vielerorts nach Nutzungsmöglichkeiten gesucht. Die Gutshäuser dienten u. a. als Notunterkünfte, als Wohnungen für Umsiedler, aber auch als Schulen, Alters- und Pflegeheime, Museen, Archive oder Verwaltungen.
Eine Zerstörung aufgrund des SMAD-Befehls Nr. 209 ist bekannt bei über 106 Gebäuden, davon 74 in Thüringen, 19 in Sachsen-Anhalt, 2 in Sachsen, 9 in Brandenburg und 2 in Mecklenburg-Vorpommern. Die tatsächliche Anzahl wird weit größer sein.

### Thüringen
(jeweils: Ortsname, zerstörter Adelssitz, Jahr der Zerstörung, letzter Hausherr)
- Abtsbessingen: Herrenhaus, 1948, Dömane
- Adelsborn: Herrenhaus, 1948, Sittig Wasmuth Freiherr von Wintzingerode-Knorr
- Angelroda: Schloss, 1947, General Friedrich-Karl von Witzleben
- Ascherode: Rittergut, bis 1948, Grafen von Stolberg
- Ballhausen: Grünes Schloss in Großballhausen nach Zweitem Weltkrieg abgerissen, Familie Lucius von Ballhausen
- Behringen: Schloss, nach Zweitem Weltkrieg abgerissen, Freiherr Vredeber von Ketelhodt
- Billmuthausen: Gutshaus, 1948, Hermann Ludloff[5]
- Birkenfelde: „Steinerhof“, 1948 gesprengt, Familie von Linsingen
- Blankenberg: Veste Blankenberg, 1948, Familie Götze
- Braunsdorf: Schloss, Familie von Seydewitz
- Braunshain: Herrenhaus des Ritterguts Kleinbraunshain, 1945, Johann Christian Scholber
- Caaschwitz: Herrenhaus, 1945, Familie Nägler
- Crispendorf: Barockschloss, 1948 gesprengt
- Dornheim: Schloss, 1948, von Witzleben-Wurmb
- Drackendorf Lobeda Jena: Familien von Ziegesar und von Helldorf, Herrenhaus des Ritterguts 1949 abgerissen
- Dreitzsch: Schloss, 1948 gesprengt, Staatsgut
- Eisenach: Herrensitz Dürrerhof, Enteignung nach dem Zweiten Weltkrieg, Abriss 1947
- Frauenprießnitz: Schloss, Domäne. Ende der 1940er Jahre bis auf den Hauptbau Abriss aller, auch wertvollen Gebäude.
- Frießnitz: Barockschloss, 1948, Familie von Hohenthal
- Gangloffsömmern: Schloss Schilfa, Freiherr von Hagke
- Gauern: Schloss, 1948, Guido Weber
- Göritz: Schloss, 1948
- Griefstedt: Herrenhaus und Kapelle 1948/49, Staatsdomäne
- Griesheim: Schloss Griesheim, Staatsdomäne des Landes Thüringen
- Großfahner: Schieferschloss und Ziegelschloss, von Seebach
- Großneuhausen: Schloss und Wirtschaftsgebäude, 1947, von Werthern, letzte Bewohnerin Elisabeth Gräfin Werthern
- Großsaara: Herrenhaus, 1948, Reuß-Gera (verpachtet)
- Großwelsbach: Herrenhaus und Gut, 1945, Familie Schmidt
- Günthersleben: Wasserschloss Günthersleben, bis 1952, Familie von Swaine
- Gütterlitz: Herrenhaus, 1948, Familie Duckstein
- Hain: Herrenhaus, 1948, Stadt Gera
- Heichelheim: Gutshaus, 1948, letzte Pächter Karl Hoßbach und Helmut Habedank
- Henningsleben: Herrenhaus des Gutes, bis 1947, Familie Richter
- Heßberg bei Veilsdorf: Herrenhaus, 1948, Familie von Eichel-Streiber
- Heusdorf, Herrenhaus, nach 1945, Louis Nilkens
- Hildebrandshausen: Gut Keudelstein, 1948, von Keudel
- Ingersleben: Schlossähnliche „Villa“ (19. Jahrhundert) des Gutes 1947/48 abgerissen, letzte Besitzer: von Skarzewski
- Katzendorf: Schloss, 1947 (1952 Ort devastiert), Baronin Erika von Leipzig
- Kleinfahner: Herrenhaus, 1948, von Seebach
- Kostitz: Schloss, 1948, Freiherr von Seckendorff
- Krauthausen: Herrenhaus (genannt „Schloss“), erbaut durch Familie von Nesselrodt, um 1947 abgerissen, zuletzt Familie von Eichel-Streiber
- Langenorla: Schloss, 1948, Franz Kraft von Raven
- Laucha: Weiher-Schloss, 1947/48, zuletzt unbewohnt
- Lichstedt: Herrenhaus, Park mit Pavillon, 1948, Karl-Eduard von Scheingel
- Lindenkreuz: Herrenhaus, 1948, Familie von Pöllnitz
- Lohma: Herrenhaus, 1945 Abriss der Gesamtanlage mit Park und Erbbegräbnis, Fritz Duckstein
- Mauderode: Fachwerk-Herrenhaus, 1948, Bruno Kunze
- Merxleben: Herrenhaus, 1948, Familie Grabau
- Meuselwitz: Barockschloss, 1947, Freiherren von Seckendorff
- Mosen: Herrenhaus („Schloss“) des Ritterguts nach 1945 abgerissen, zuletzt Landwirt Erich Fricke
- Nauendorf: Herrenhaus, 1948
- Neupoderschau: Herrenhaus, 1948, Paul Porzig
- Niederroßla: Schloss und Gesindewohnungen (Kernburg erhalten), 1947
- Nobitz: sog. Neues Herrenhaus, 1948, Elisabeth Schulze
- Nöbdenitz: eines der zwei Herrenhäuser des Ritterguts 1948 abgerissen, Familie von Thümmel
- Obergrochlitz: Herrenhaus, 1947
- Oberlödla: Schloss, 1948, Familie von Pöllnitz
- Obertopfstedt: Gutshaus, abgerissen 1947/48
- Oettersdorf: Herrenhaus, 1948, Pächter Paul Dönitz
- Reichstädt: Rittergut mit Park und Gartenhaus, nach 1945, Johannes Reinhardt
- Röpsen: Herrenhaus, 1948, Alfred Schleßiger
- Schloßvippach: Schloss Vippach, 1948, Collenbusch
- Selka, Ortsteil von Schmölln: Schloss, 1948 gesprengt, Freiherr von Thuemmler
- Sommeritz, Gesindehaus (Herrenhaus noch erhalten), 1948, Katz
- Sonneborn: Schieferschloss abgerissen, Familie von Wangenheim
- Stedten an der Gera: Schloss Stedten, 1948/49, Grafen von Keller
- Straußfurt: Schloss, bis 1948, Münchhausen-Waisenhausstiftung
- Tastungen: Herrenhaus des Ritterguts, 1948, von Wintzingerode (zuletzt verpachtet an Gustav Peter)
- Thalebra: Herrenhaus, 1948, Staatsdomäne
- Ulrichshalben: Gutshaus und Orangerie, 1948, Bausa-Streiber
- Wehnde: Herrenhaus, 1948 gesprengt, Friedrich Wilhelm Freiherr von Wintzingerode-Knorr
- Wenigensömmern: Gutshaus, 1948 gesprengt, Beise
- Worbis: Gut Neumühle Herrenhaus, 1945 (Rest 1954–1985), Otto Hanebeck

### Sachsen
- Arnsdorf, Ortsteil der Gemeinde Striegistal: Schloss Arnsdorf, teilweise nach 1945 abgerissen
- Canitz, Schloss Canitz 1948 abgerissen
- Ehrenberg, Ortsteil von Kriebstein, Schloss Ehrenberg 1948 größtenteils abgerissen, nur ein kleiner Teil des sogenannten Kapellenflügels blieb erhalten, Nikolaus Sahrer von Sahr
- Frauenhain, Schloss Frauenhain, Abbruch 1946, Verwendung der Reste als Steinbruch
- Grödel, Ortsteil von Nünchritz, Schloss Grödel nach 1945 abgerissen
- Grünlichtenberg, Ortsteil von Kriebstein, Schloss Grünlichtenberg Mittelteil mit Vestibül und Dachreiter nach 1945 abgerissen
- Lampertswalde, Ortsteil von Cavertitz: Wasserschloss 1948 abgerissen, Familie von Zeschau
- Linz, Ortsteil der Gemeinde Schönfeld, Schloss Linz 1948 abgerissen, Ernst-Georg Graf zu Münster
- Naundorf im Landkreis Nordsachsen: Schloss Naundorf nach 1945 abgerissen
- Nossen, Schloss Graupzig 1948 abgerissen, Familie von Mayenburg
- Possendorf, Schloss 1948 abgerissen, Familie  Werner Biermann
- Rödern, Ortsteil der Gemeinde Ebersbach, Schloss Rödern nach 1948 abgerissen
- Schweta, Ortsteil der Stadt Döbeln, Landkreis Mittelsachsen, Schloss Schweta 1948 abgerissen
- Seerhausen: Schloss Seerhausen 1949 gesprengt, Hugo Freiherr von Fritsch
- Stauchitz: Schloss Stauchitz 1949 abgerissen
- Stösitz, Ortsteil von Stauchitz: Schloss Stösitz 1949 abgerissen, Franz Kopp
- Strauch: Schloss Strauch 1949 abgerissen. Das Torhaus 1953 noch einmal erneuert, 1973 auch abgerissen.
- Tiefenau, Ortsteil von Wülknitz: Schloss Tiefenau, einst zu den bedeutendsten barocken Landsitzen Sachsens zählend, 1948 abgerissen, Familie von Pflugk
- Zottewitz, Ortsteil von Priestewitz: Schloss Zottewitz, 1948 gesprengt

### Sachsen-Anhalt
- Kirchscheidungen das Rittergut Kirchscheidungen: Oberhof und Herrenhaus, Grafen von der Schulenburg auf Burgscheidungen
- Tylsen: Neues Schloss Tylsen 1948/49 abgerissen, Familie Knesebeck-Alvensleben

### Brandenburg
- Briesen: Schloss Briesen 1947 abgerissen,  Familie von Bredow
- Brünkendorf, Ortsteil von Groß Pankow: Schloss abgerissen
- Eldenburg (Lenzen): Burg und Schloss 1946/49 abgebrochen (Quitzowturm erhalten)
- Ferchesar: Schloss Ferchesar 1947 abgerissen
- Guteborn: Schloss Guteborn, 1948 gesprengt (Kapelle und Stallungen erhalten), Familie von Schönburg-Waldenburg
- Kotzen: Schloss 1947 abgerissen, Familie von Stechow
- Mückenberg (heute Lauchhammer-West), Ortsteil von Lauchhammer: Schloss Mückenberg, nach 1945 abgerissen
- Schöneiche bei Berlin (Landkreis Oder-Spree): Herrenhaus, abgebrochen im April 1949
- Zollchow: Herrenhaus 1948 abgerissen

### Mecklenburg-Vorpommern
- Dobbin-Linstow: Schloss Dobbin, nach Brandstiftung 1945 abgerissen, Sir Henry Deterding (vorher niederländische Königsfamilie)
- Sassnitz: Schloss Dwasieden, nach Bombenschäden abgerissen